# Lista de episódios de One Piece (2.ª temporada)
A segunda temporada do anime One Piece foi produzida pela Toei Animation e dirigida por Konosuke Uda. É composta por apenas um arco argumental chamado Entrando na Grand Line (グランドライン突入, Gurando Rain Totsunyū), que é uma adaptação em 15 episódios dos volumes 12–15 do mangá de Eiichiro Oda.
A temporada foi transmitida originalmente em 21 de março de 2001 a 19 de agosto do mesmo ano através da Fuji Television.
Em uma análise de audiência da companhia japonesa Video Research na região de Kanto, as primeiras transmissões tiveram uma porcentagem de audiência oscilando de 12,5–17,2, colocando cada episódio dentro dos dez animes mais vistos da semana. A Toei Animation publicou os episódios da temporada em cinco compilações de VHS e em seis de DVD, cada uma delas contendo três episódios.
A companhia 4Kids Entertainment adquiriu os direitos de publicação da temporada, adaptando-a e reduzindo a temporada de 15 episódios para apenas quatro. A segunda temporada foi transmitida em sua versão adaptada de 30 de julho a 20 de agosto de 2005 através da Fox Broadcasting Company em seu bloco de programação Fox Box.
A versão da Toei Animation usou quatro elementos no tema da trilha sonora: um tema de abertura e três temas de encerramento. O tema de abertura foi "Believe" por Folder5. Os temas de encerramento foram "Run! Run! Run!" por Maki Otsuki para o episódio 63, lit. "Eu Estou Bem Aqui!" (私がいるよ, "Watashi ga Iru Yo") por Tomato Cube até o episódio 73, e lit. "Isso É Fato!" (しょうちのすけ, "Shouchi no Suke") por Shōjo Suitei para o resto da temporada. A 4Kids Entertainment usou o trilha sonora original em sua adaptação, enquanto a Funimation Entertainment optou para as versões em língua inglesa, com alguns elementos usados pela Toei Animation.
Legenda
  Episódio cânon
  Episódio semifiller
  Episódio filler
  Episódio baseado em miniarco(s)
  Episódio especial
  Filme
  OVA
Outros
  Spin-off
  Crossover

## ArcoReverse Mountain
| N.º                                   | Título | Exibição original   | Exibição no Brasil |
| ------------------------------------- | --- | ------------------- | ------------------ |
| 62                                    | "No Primeiro Obstáculo? Surge Laboon, a Baleia Gigante" Transliteração: "Saisho no Toride? Kyodai Kujira Laboon Arawaru" (em japonês: 最初の砦？巨大クジラ・ラブーン現る)    | 21 de março de 2001 | 1 de março de 2021 |
| Adaptado do mangá: capítulos 102–103. | |                     |                    |
| 63                                    | "Luffy e a Baleia! A Promessa de um Futuro Rencontro" Transliteração: "Otoko no Yakusoku! Luffy to Kujira Saikai no Chikai" (em japonês: 男の約束！ルフィとクジラ再会の誓い) | 21 de março de 2001 | 1 de março de 2021 |
| Adaptado do mangá: capítulo 104-105.  | |                     |                    |

## ArcoWhisky Peak
| N.º                                                          | Título | Exibição original   | Exibição no Brasil |
| ------------------------------------------------------------ | --- | ------------------- | ------------------ |
| 64                                                           | "A Cidade que Acolhe os Piratas? Desembarcando em Wiskey Peak" Transliteração: "Kaizoku Kangei no Machi? Whiskey Peak Jōriku" (em japonês: 海賊歓迎の町？ウイスキーピーク上陸)          | 15 de abril de 2001 | 1 de março de 2021 |
| Adaptado do mangá: capítulo 106-107. Mudança de encerramento | |                     |                    |
| 65                                                           | "A Explosiva Santouryuu! Zoro contra Baroque Works!" Transliteração: "Sakuretsu Santōryuu! Zoro VS Baroque Works!" (em japonês: 炸裂三刀流！ゾロＶＳバロックワークス！)                 | 15 de abril de 2001 | 1 de março de 2021 |
| Adaptado do mangá: capítulo 107-110.                         | |                     |                    |
| 66                                                           | "Uma Luta Séria! Luffy contra Zoro, A Grande Batalha Misteriosa!!" Transliteração: "Shinken Shōbu! Luffy VS Zoro Nazo no Dai Kettō!" (em japonês: 真剣勝負！ルフィＶＳゾロ謎の大決闘！) | 22 de abril de 2001 | 1 de março de 2021 |
| Adaptado do mangá: capítulo 110-112.                         | |                     |                    |
| 67                                                           | "Entreguem a Princessa Vivi! A Partida do Bando de Luffy!" Transliteração: "Ōjo Vivi o Todokero! Luffy Kaizoku-dan shukkō" (em japonês: 王女ビビを届けろ！ルフィ海賊団出航)             | 29 de abril de 2001 | 1 de março de 2021 |
| Adaptado do mangá: capítulo 113-114.                         | |                     |                    |

## ArcoAs Aventuras de Coby e Helmeppo
| N.º                                  | Título | Exibição original  | Exibição no Brasil |
| ------------------------------------ | --- | ------------------ | ------------------ |
| 68                                   | "Ânimo, Cobby! Recordações da Dura Briga com a Marinha de Cobby-Meppo" Transliteração: "Ganbare Kobby! Kobbymeppo Kaigun Funtōki" (em japonês: 頑張れコビー！コビメッポ海軍奮闘記)         | 13 de maio de 2001 | 1 de março de 2021 |
| Adaptado do mangá: história de capa. | |                    |                    |
| 69                                   | "A Determinação de Cobby-Meppo! O Orgulho Paternal do Vice-Almirante Garp" Transliteração: "Kobymeppo no Ketsui! Garp Chūjō no Oyagokoro" (em japonês: コビメッポの決意！ガープ中将の親心) | 20 de maio de 2001 | 1 de março de 2021 |
| Adaptado do mangá: história de capa. | |                    |                    |

## ArcoLittle Garden
| N.º                                                          | Título | Exibição original    | Exibição no Brasil |
| ------------------------------------------------------------ | --- | -------------------- | ------------------ |
| 70                                                           | "A Antiga Ilha! A Sombra à Espreita em Little Garden, Uma Ilha Pré-Histórica!" Transliteração: "Taiko no Shima! Little Garden ni Hisomu Kage!" (em japonês: 太古の島！リトルガーデンに潜む影！) | 27 de maio de 2001   | 1 de março de 2021 |
| Adaptado do mangá: capítulo 115-117.                         | |                      |                    |
| 71                                                           | "Um Grande Duelo! Os Gigantes Dorry e Brogy!" Transliteração: "Dekkai Kettō! Kyojin Dorry to Broggy." (em japonês: でっかい決闘！巨人ドリーとブロギー)                                          | 3 de junho de 2001   | 1 de março de 2021 |
| Adaptado do mangá: capítulo 116-118.                         | |                      |                    |
| 72                                                           | "A Fúria de Luffy! Golpe Baixo em uma Batalha Sagrada!" Transliteração: "Lufi Ikaru! Seinaru Kettō ni Hiretsu na Wana." (em japonês: ルフィ怒る！聖なる決闘に卑劣な罠)                          | 17 de junho de 2001  | 1 de março de 2021 |
| Adaptado do mangá: capítulo 117-118.                         | |                      |                    |
| 73                                                           | "Brogy Lamenta a Vitória! O Julgamento de Elbaf!" Transliteração: "Broggy Shōri no Gōkyū! Elbaf no Ketchaku." (em japonês: ブロキー勝利の号泣！エルバフの決着)                                  | 24 de junho de 2001  | 1 de março de 2021 |
| Adaptado do mangá: capítulo 119-120.                         | |                      |                    |
| 74                                                           | "A Vela do Diabo! Lágrimas de Arrependimento e Lágrimas de Raiva!" Transliteração: "Ma no Candle! Munen no Namida to Okori no Namida." (em japonês: 魔のキャンドル！無念の涙と怒りの涙)         | 15 de julho de 2001  | 1 de março de 2021 |
| Adaptado do mangá: capítulo 121-122. Mudança de encerramento | |                      |                    |
| 75                                                           | "Luffy é Atacado por Magia! Armadilha Colorida!" Transliteração: "Luffy o Osou Maryoku! Colors Trap" (em japonês: ルフィを襲う魔力！カラーズトラップ)                                           | 12 de agosto de 2001 | 1 de março de 2021 |
| Adaptado do mangá: capítulo 123-124.                         | |                      |                    |
| 76                                                           | "Contra-Ataque Crítico! O Sagaz Usopp e o Kaenboshi!" Transliteração: "Iza hangeki! Usopp no Kiten to Kaenboshi!" (em japonês: いざ反撃！ウソップの機転と火炎星！)                              | 19 de agosto de 2001 | 1 de março de 2021 |
| Adaptado do mangá: capítulo 124-126.                         | |                      |                    |
| 77                                                           | "Adeus à Ilha dos Gigantes! Em Direção à Alabasta" Transliteração: "Saraba Kyojin no Shima! Alabasta o Mezase" (em japonês: さらば巨人の島！アラバスタを目指せ)                                 | 19 de agosto de 2001 | 1 de março de 2021 |
| Adaptado do mangá: capítulo 127-129.                         | |                      |                    |

## ArcoIlha de Drum
| N.º                                                                                   | Título | Exibição original       | Exibição no Brasil |
| ------------------------------------------------------------------------------------- | --- | ----------------------- | ------------------ |
| 78                                                                                    | "Nami Doente? Do Outro Lado da Neve Que Cai no Oceano!" Transliteração: "Nami ga Byōki? Umi ni Furu Yuki no Mukō ni!"                                                                       | 26 de agosto de 2001    | 1 de março de 2021 |
| Adaptado do mangá: capítulo 129-130.                                                  | |                         |                    |
| 79                                                                                    | "Emboscada! O Bliking e Wapol, o Blik." Transliteração: "Kishū! Bliking gō to Bliki no Wapol" (em japonês: 奇襲！ブリキング号とブリキのワポル)                                              | 2 de setembro de 2001 · | 1 de março de 2021 |
| Adaptado do mangá: capítulo 128, 130-132.                                             | |                         |                    |
| 80                                                                                    | "Uma Ilha Sem Médico? Aventura em um País Sem Nome!" Transliteração: "Isha no Inai Shima? Namonaki Kuni no Bōken!" (em japonês: 医者のいない島？名も無き国の冒険！)                         | 9 de setembro de 2001   | 1 de março de 2021 |
| Adaptado do mangá: capítulo 132-134.                                                  | |                         |                    |
| 81                                                                                    | "Está Feliz? Uma Médica que foi Chamada de Bruxa." Transliteração: "Happy kai? Majō to yobareta isha!" (em japonês: ハッピーかい？魔女と呼ばれた医者！)                                     | 16 de setembro de 2001  | 1 de março de 2021 |
| Adaptado do mangá: capítulo 134-135.                                                  | |                         |                    |
| 82                                                                                    | "A Decisão de Dalton! A Chegada das Forças de Wapol." Transliteração: "Dalton no kakugo! Wapol gundan shima ni jōriku" (em japonês: ドルトンの覚悟！ワポル軍団島に上陸)                     | 7 de outubro de 2001    | 1 de março de 2021 |
| Adaptado do mangá: capítulo 136-137. Mudança de encerramento.                         | |                         |                    |
| 83                                                                                    | "A Ilha Que Vive Sob Neve! Suba os Drum Rockies!" Transliteração: "Yuki no Sumu Shima! Drum Rocky o Nobore!" (em japonês: 雪の住む島！ドラムロッキーを登れ！)                               | 7 de outubro de 2001    | 1 de março de 2021 |
| Adaptado do mangá: capítulo 138, 139, 141.                                            | |                         |                    |
| 84                                                                                    | "A Rena do Nariz Azul! O Segredo de Chopper." Transliteração: "Tonakai wa Aoppana! Chopper no Himitsu" (em japonês: トナカイは青っ鼻！チョッパーの秘密)                                     | 21 de outubro de 2001   | 1 de março de 2021 |
| Adaptado do mangá: capítulo 139-140. Miniarco de Chopper                              | |                         |                    |
| 85                                                                                    | "Episódio 85: O Sonho dos Excluídos! Hiluluk, O Curandeiro!" Transliteração: "Hamidashi Mono no Yume! Yabu Isha Hiluluk!" (em japonês: はみだし者の夢！やぶ医者ヒルルク！)                  | 28 de outubro de 2001   | 1 de março de 2021 |
| Adaptado do mangá: capítulo 140-143.                                                  | |                         |                    |
| 86                                                                                    | "As Flores de Cerejeira de Hiluluk e a Determinação Herdada!" Transliteração: "Hiluluk no Sakura to Uketsugareyuku Ishi" (em japonês: ヒルルクの桜と受け継がれゆく意志)                     | 4 de novembro de 2001   | 1 de março de 2021 |
| Adaptado do mangá: capítulo 141-145 Cet épisode clôt l'arc mineur du passé de Chopper | |                         |                    |
| 87                                                                                    | "Contra o Exército de Wapol! As Habilidades da Fruta do Glutão!" Transliteração: "VS (Buiesu) Wapol Gundan! Baku Baku no Mi no Nōryoku!" (em japonês: ＶＳワポル軍団！バクバクの実の能力！) | 11 de novembro de 2001  | 1 de março de 2021 |
| Adaptado do mangá: capítulos 145-148.                                                 | |                         |                    |
| 88                                                                                    | "A Fruta do Diabo do Tipo Zoan! As Sete Transformações de Chopper!" Transliteração: "Zoon Kei Akuma no Mi! Chopper Nanadan Henkei" (em japonês: 動物系悪魔の実！チョッパー七段変形)         | 18 de novembro de 2001  | 1 de março de 2021 |
| Adaptado do mangá: capítulos 147-150.                                                 | |                         |                    |
| 89                                                                                    | "Quando um Reinado Acaba! A Crença da Bandeira Será Eterna" Transliteração: "Ōkoku no Shihai Owaru Toki! Shinnen no Hata wa Eien ni" (em japonês: 王国の支配終る時！信念の旗は永遠に)       | 25 de novembro de 2001  | 1 de março de 2021 |
| Adaptado do mangá: capítulos 150-151.                                                 | |                         |                    |
| 90                                                                                    | "As Flores de Cerejeiras de Hiluluk! O Milagre nos Drum Rockies" Transliteração: "Hiluluk no Sakura! Drum Rocky no Kiseki" (em japonês: ヒルルクの桜！ドラムロッキーの奇跡)                 | 2 de dezembro de 2001   | 1 de março de 2021 |
| Adaptado do mangá: capítulos 152-153.                                                 | |                         |                    |
| 91                                                                                    | "Adeus Ilha de Drum! Estou Indo para o Mar!" Transliteração: "Sayonara Drum Tō! Boku wa Umi e Deru!" (em japonês: さよならドラム島！僕は海へ出る！)                                         | 9 de dezembro de 2001   | 1 de março de 2021 |
| Adaptado do mangá: capítulos 142, 154-155.                                            | |                         |                    |

## ArcoAlabasta
| N.º                                                            | Título | Exibição original         | Exibição no Brasil |
| -------------------------------------------------------------- | --- | ------------------------- | ------------------ |
| 92                                                             | "O Herói de Alabasta e a Balairina do Navio!" Transliteração: "Alabasta no Eiyū to Senjō no Ballerina." (em japonês: アラバスタの英雄と船上のバレリーナ)                                                                 | 9 de dezembro de 2001     | 1 de março de 2021 |
| Adaptado do mangá: capítulos 155-157.                          | |                           |                    |
| 93                                                             | "Chegando no País do Deserto! O Pó-Que-Faz-Chover e o Exército Rebelde" Transliteração: "Iza Sabaku no Kuni E! Ame o Yobu Kona to Hanran Gun." (em japonês: いざ砂漠の国へ！雨を呼ぶ粉と反乱軍)                          | 16 de dezembro de 2001    | 1 de março de 2021 |
| Adaptado do mangá: capítulos 158.                              | |                           |                    |
| 94                                                             | "O Reencontro dos Poderosos! Seu Nome é Ace dos Punhos de Fogo" Transliteração: "Gōketsu Tachi no Saikai! Yatsu no Na wa Hiken no Ace." (em japonês: 豪傑達の再会！奴の名は火拳のエース)                                 | 23 de dezembro de 2001    | 1 de março de 2021 |
| Adaptado do mangá: capítulos 157-158.                          | |                           |                    |
| 95                                                             | "Ace e Luffy! Calorosas Lembranças e Laços de Irmandade" Transliteração: "Ace to Luffy! Atsuki Omoi to Kyōdai no Kizuna" (em japonês: エースとルフィ！熱き想いと兄弟の絆)                                                | 6 de janeiro de 2002      | 1 de março de 2021 |
| Adaptado do mangá: capítulos 159. Mudança de encerramento.     | |                           |                    |
| 96                                                             | "A Cidade Verde, Erumalu, e os Kung Fu Dugong!" Transliteração: "Midori no Machi no Elumalu to Kung Fu Dugong!" (em japonês: 緑の町のエルマルとクンフージュゴン！)                                                       | 13 de janeiro de 2002 ·   | 1 de março de 2021 |
| Adaptado do mangá: capítulos 159-160.                          | |                           |                    |
| 97                                                             | "Aventura no País da Areia! Os Monstros da Terra Escaldante" Transliteração: "Suna no Kuni no Bōken! Ennetsu no Daichi ni Sumu Mamono." (em japonês: 砂の国の冒険！炎熱の大地に棲む魔物)                                 | 20 de janeiro de 2002     | 1 de março de 2021 |
| Adaptado do mangá: capítulo 161.                               | |                           |                    |
| 98                                                             | "Surgem os Piratas do Deserto! Homens que Vivem Livremente" Transliteração: "Sabaku no Kaizoku-dan Tōjō! Jiyū ni Ikiru Otoko Tachi." (em japonês: 砂漠の海賊団登場！自由に生きる男達)                                    | 27 de janeiro de 2002     | 1 de março de 2021 |
| Adaptado parcialmente do mangá: capítulo 162.                  | |                           |                    |
| 99                                                             | "O Espírito dos Falsos! O Coração do Exército Rebelde, Kamyu!" Transliteração: "Nisemono no Iji! Kokoro no Hanrangun Camus!" (em japonês: ニセモノの意地！心の反乱軍カミュ！)                                            | 3 de fevereiro de 2002    |                    |
| 100                                                            | "Kohza, o Guerreiro Rebelde! O Sonho Jurado a Vivi" Transliteração: "Hanrangun Senshi Kohza! Vivi ni Chikatta Yume!" (em japonês: 反乱軍戦士コーザ！ビビに誓った夢！)                                                    | 10 de fevereiro de 2002   | 1 de março de 2021 |
| Adaptado do mangá: capítulos 163-164.                          | |                           |                    |
| 101                                                            | "A Batalha no Nevoeiro de Calor! Ace contra o Homem-Escorpião" Transliteração: "Kagerō no Kettō! Ace VS Otoko Scorpion." (em japonês: 陽炎の決闘！エースＶＳ男スコーピオン)                                              | 17 de fevereiro de 2002 · | 1 de março de 2021 |
| Adaptado parcialmente do mangá: capítulo 159.                  | |                           |                    |
| 102                                                            | "As Ruínas Antigas e as Almas Perdidas! Amigos de Vivi, e a Forma da Nação" Transliteração: "Iseki to Maigo! Vivi to Nakama to Kuni no Katachi." (em japonês: 遺跡と迷子！ビビと仲間と国のかたち)                        | 24 de fevereiro de 2002   | 1 de março de 2021 |
| Filler.                                                        | |                           |                    |
| F3                                                             | One Piece: em Royaume de Chopper, A Ilha das Criaturas Estranhas Transliteração: "Chinjū-tō no Choppā-ōkoku" (em japonês: 珍獣島のチョッパー王)                                                                          | 2 de março de 2002        | PA                 |
| Terceiro filme da franquia.                                    | |                           |                    |
| 103                                                            | "No Spiders Café. Os líderes Inimigos Se Reúnem às Oito Horas" Transliteração: "Spiders Cafe ni Hachiji Teki Kanbu Shūgō" (em japonês: スパイダースカフェに８時敵幹部集合)                                               | 3 de março de 2002        | 1 de março de 2021 |
| Adaptado do mangá: capítulos 160-165.                          | |                           |                    |
| 104                                                            | "Luffy contra Vivi! Juramento de Lágrimas que Criam Companheiros" Transliteração: "Luffy VS Vivi! Nakama ni Kakeru Namida no Chikai" (em japonês: ルフィＶＳビビ！仲間に賭ける涙の誓い)                                  | 10 de março de 2002       | 1 de março de 2021 |
| Adaptado do mangá: capítulos 165-166.                          | |                           |                    |
| 105                                                            | "Guerra em Alabasta! Rainbase, A Cidade dos Sonhos" Transliteração: "Arabasta Sensen! Yume no Machi Rainbase." (em japonês: アラバスタ戦線！夢の町レインベース)                                                          | 17 de março de 2002       | 1 de março de 2021 |
| Adaptado do mangá: capítulos 167-168.                          | |                           |                    |
| 106                                                            | "A Armadilha Final Absoluta! Investida ao Rain Dinners" Transliteração: "Zettai Zetsumei no Wana! Rain Dinners Totsunyū." (em japonês: 絶体絶命の罠！レインディナーズ突入)                                               | 24 de março de 2002       | 1 de março de 2021 |
| Adaptado do mangá: capítulos 169-170.                          | |                           |                    |
| 107                                                            | "A Operação Utopia Começa! Os Rebeldes Começam a se Movimentar" Transliteração: "Utopia Sakusen Hatsudō! Ugokidashita Uneri." (em japonês: ユートピア作戦発動！動き出した反乱)                                           | 14 de abril de 2002       | 1 de março de 2021 |
| Adaptado do mangá: capítulos 171-172. Mudança de encerramento. | |                           |                    |
| 108                                                            | "O Terrível Bananadilo e o Mr. Prince" Transliteração: "Kyōfu no Bananawani to Mister Prince." (em japonês: 恐怖のバナナワニとミスタープリンス)                                                                          | 21 de abril de 2002 ·     | 1 de março de 2021 |
| Adaptado do mangá: capítulos 172-174.                          | |                           |                    |
| 109                                                            | "A Chave Para uma Reversão e Fuga! A Doru Doru Ball!" Transliteração: "Gyakuten Dai Dasshutsu E no Kagi! Doru Doru Ball!" (em japonês: 逆転大脱出への鍵！ドルドルボール！)                                               | 28 de abril de 2002       | 1 de março de 2021 |
| Adaptado do mangá: capítulos 175-176.                          | |                           |                    |
| 110                                                            | "Batalha sem Compaixão! Luffy contra Crocodile" Transliteração: "Nasake Muyō no Shitō! Luffy VS Crocodile." (em japonês: 情無用の死闘！ルフィＶＳクロコダイル)                                                           | 5 de maio de 2002         | 1 de março de 2021 |
| Adaptado do mangá: capítulos 176-178.                          | |                           |                    |
| 111                                                            | "Correr Para um Milagre! Alabasta, Reino Animal" Transliteração: "Kiseki e no Shissō! Arabasta Dōbutsu Land." (em japonês: 奇跡への疾走！アラバスタ動物ランド)                                                           | 12 de maio de 2002        | 1 de março de 2021 |
| Adaptado do mangá: capítulos 179-180.                          | |                           |                    |
| 112                                                            | "Exército Rebelde contra o Exército Real! O Combate Final Será em Alubarna" Transliteração: "Hanrangun Tai Kokuōgun! Kessen wa Alubarna!" (em japonês: 反乱軍ＶＳ国王軍！決戦はアルバーナ！)                             | 19 de maio de 2002        | 1 de março de 2021 |
| Adaptado do mangá: capítulos 180-181.                          | |                           |                    |
| 113                                                            | "Alubarna dos Sofrimentos! A Feroz Batalha do Capitão Carue!" Transliteração: "Nageki no Alubarna! Gekitō Carue taichō!" (em japonês: 嘆きのアルバーナ！激闘カルー隊長！)                                                | 2 de junho de 2002        | 1 de março de 2021 |
| Adaptado do mangá: capítulos 182-184.                          | |                           |                    |
| 114                                                            | "Insulto ao Sonho dos Amigos! Batalha na Quarta Avenida na Galeria da Toupeira" Transliteração: "Nakama no Yume ni Chikau! Kettō Mogura Zuka Yonbangai." (em japonês: 仲間の夢に誓う！決闘モグラ塚４番街)                | 9 de junho de 2002 ·      | 1 de março de 2021 |
| Adaptado do mangá: capítulos 184-186.                          | |                           |                    |
| 115                                                            | "A Grande Interpretação de Hoje! A Montagem Facial!" Transliteração: "Honjitsu Dai Kōkai! Mane Mane Montage!" (em japonês: 本日大公開！マネマネモンタージュ！)                                                           | 16 de junho de 2002       | 1 de março de 2021 |
| Adaptado do mangá: capítulos 186-188.                          | |                           |                    |
| 116                                                            | "Transformando-se em Nami! O Poderoso Golpe Ballet de Bon Clay" Transliteração: "Nami ni Henshin! Bon Clay Renpatsu Ballet Kenpō" (em japonês: ナミに変身！ボンクレ－連発バレエ拳法)                                     | 23 de junho de 2002       | 1 de março de 2021 |
| Adaptado do mangá: capítulos 188-190. 3° abertura: Hikari E.   | |                           |                    |
| 117                                                            | "A Advertência do Tornado de Nami! Explosão do Clima-Tact" Transliteração: "Nami no Senpū Chūihō! Clima Tact Sakuretsu." (em japonês: ナミの旋風注意報！クリマタクト炸裂)                                                | 30 de junho de 2002       | 1 de março de 2021 |
| Adaptado do mangá: capítulos 190-192.                          | |                           |                    |
| 118                                                            | "O Segredo da Família Real! A Antiga Arma, Pluton" Transliteração: "Ōke ni Tsutawaru Himitsu! Kodai Heiki Pluton" (em japonês: 王家に伝わる秘密！古代兵器プルトン)                                                       | 14 de julho de 2002       | 1 de março de 2021 |
| Adaptado do mangá: capítulos 192-193.                          | |                           |                    |
| 119                                                            | "Essência de uma Poderosa Espada! O Poder de Cortar o Aço e a Respiração de Todas as Coisas" Transliteração: "Gōken no Gokui! Kōtetsu o Kiru Chikara to Mono no Kokyū." (em japonês: 豪剣の極意！鋼鉄を斬る力と物の呼吸) | 21 de julho de 2002       | 1 de março de 2021 |
| Adaptado do mangá: capítulos 194-195. Mudança de encerramento. | |                           |                    |
| 120                                                            | "A Batalha Termina! Kohza Ergue a Bandeira Branca!" Transliteração: "Tatakai wa Owatta! Kohza ga Kakageta Shiroi Hata." (em japonês: 戦いは終わった！コーザが掲げた白い旗)                                               | 4 de agosto de 2002       | 1 de março de 2021 |
| Adaptado do mangá: capítulos 196-197.                          | |                           |                    |
| 121                                                            | "A Voz de Vivi Não É Ouvida! Cai um Herói!" Transliteração: "Vivi no Koe no Yukue! Hero wa Maiorita!" (em japonês: ビビの声の行方！英雄は舞い降りた！)                                                                   | 11 de agosto de 2002      | 1 de março de 2021 |
| Adaptado do mangá: capítulos 198-199.                          | |                           |                    |
| 122                                                            | "Crocodilo de Areia e Luffy de Água! Duelo Mortal: Segundo Round" Transliteração: "Suna Wani to Mizu Luffy! Kettō dai ni Round." (em japonês: 砂ワニと水ルフィ！決闘第２ラウンド)                                        | 18 de agosto de 2002 ·    | 1 de março de 2021 |
| Adaptado do mangá: capítulos 200-201.                          | |                           |                    |
| 123                                                            | "Cheiro de Crocodilo! Corra Para o Cemitério da Família Real, Luffy!" Transliteração: "Wanippoi! Ōke no Haka e Hashire Luffy!" (em japonês: ワニっぽい！王家の墓へ走れルフィ！)                                          | 25 de agosto de 2002      | 1 de março de 2021 |
| Adaptado do mangá: capítulos 202-203.                          | |                           |                    |
| 124                                                            | "A Hora do Pesadelo se Aproxima! A Base Secreta do Clã da Areia" Transliteração: "Akumu no Toki Semaru! Koko wa Suna Suna dan Himitsu Kichi." (em japonês: 悪夢の時迫る！ここは砂砂団秘密基地)                           | 1 de setembro de 2002     | 1 de março de 2021 |
| Adaptado do mangá: capítulos 204-205.                          | |                           |                    |
| 125                                                            | "Asas Magníficas! Meu Nome é Pell, O Espírito Guardião do Reino" Transliteração: "Idai Naru Tsubasa! Waga na wa Kuni no Shugoshin Pell." (em japonês: 偉大なる翼！我が名は国の守護神ペル)                                | 8 de setembro de 2002     | 1 de março de 2021 |
| Adaptado do mangá: capítulos 206-208.                          | |                           |                    |
| 126                                                            | "Eu Vou Te Superar! A Chuva Cai sobre Alabasta" Transliteração: "Koeteiku! Arabasta ni Ame ga Furu!" (em japonês: 越えていく！アラバスタに雨が降る！)                                                                    | 15 de setembro de 2002    | 1 de março de 2021 |
| Adaptado do mangá: capítulos 208-210.                          | |                           |                    |
| 127                                                            | "Adeus às Armas! Piratas e um Pouco de Justiça" Transliteração: "Buki yo Saraba! Kaizoku to Ikutsuka no Seigi." (em japonês: 武器よさらば！海賊といくつかの正義)                                                         | 6 de outubro de 2002      | 1 de março de 2021 |
| Adaptado do mangá: capítulos 211-212.                          | |                           |                    |
| 128                                                            | "O Banquete dos Piratas e o Plano Para Escapar de Alabasta!" Transliteração: "Kaizoku Tachi no Utage to Arabasta Dasshutsu Sakusen!" (em japonês: 海賊たちの宴とアラバスタ脱出作戦！)                                    | 6 de outubro de 2002      | 1 de março de 2021 |
| Adaptado do mangá: capítulos 213-214.                          | |                           |                    |
| 129                                                            | "Tudo Começou Naquele Dia! Vivi Conta Suas Aventuras" Transliteração: "Hajimari wa Ano Hi! Vivi ga Kataru Bōkentan." (em japonês: 始まりはあの日！ビビが語る冒険譚)                                                      | 20 de outubro de 2002 ·   | 1 de março de 2021 |
| Adaptado do mangá: capítulos 215-216.                          | |                           |                    |
| 130                                                            | "Cheiro de Perigo! A Sétima É Nico Robin" Transliteração: "Kiken na Kaori! Shichininme wa Nico Robin!" (em japonês: 危険な香り！七人目はニコ・ロビン！)                                                                  | 27 de outubro de 2002     | 1 de março de 2021 |
| Adaptado do mangá: capítulos 217-218.                          | |                           |                    |

## ArcoPost-Alabasta
| N.º                              | Título | Exibição original      | Exibição no Brasil |
| -------------------------------- | --- | ---------------------- | ------------------ |
| 131                              | "Primeiro Paciente! Anedota da Rumble Ball" Transliteração: "Hajimete no Kuranke! Rumble Ball Hiwa" (em japonês: はじめての患者！ランブルボール秘話)                     | 3 de novembro de 2002  | –                  |
| Filler.                          | |                        |                    |
| 132                              | "A Rebelião da Navegadora! Por um Sonho Inabalável" Transliteração: "Kōkaishi no Hanran! Yuzurenai Yume no Tame ni!" (em japonês: 航海士の反乱！ゆずれない夢の為に！)    | 10 de novembro de 2002 | –                  |
| Filler. Mudança de encerramento. | |                        |                    |
| 133                              | "Receita Herdada! Sanji, O F5DEB3ista do Curry" Transliteração: "Uketsugareru Recipe! Curry no Tetsujin Sanji" (em japonês: 受け継がれる夢！カレーの鉄人サンジ)          | 17 de novembro de 2002 | –                  |
| Filler. Mudança de encerramento. | |                        |                    |
| 134                              | "Explosão de Cores! Usopp e os Enormes Fogos de Artifício!" Transliteração: "Iro no Bakuhatsu! Usopp Kyodaina Hanabi" (em japonês: 色の爆発！ウソップ、巨大な花火)       | 24 de novembro de 2002 | –                  |
| Filler.                          | |                        |                    |
| 135                              | "O Infame Caçador de Piratas! O Espadachim Errante, Zoro" Transliteração: "Uwasa no Kaizoku Gari! Sasurai no Kenshi Zoro" (em japonês: 噂の海賊狩り！さすらいの剣士ゾロ) | 30 de novembro de 2002 | –                  |
| Filler.                          | |                        |                    |

## VHS
| Volume | Volume               | Volume | Episódios           | Data de lançamento |
| ------ | -------------------- | ------ | ------------------- | ------------------ |
|        | グランドライン突入篇 | piece1 | 62–64               | 3 de abril de 2002 |
| piece2 | グランドライン突入篇 | 65–67  | 2 de maio de 2002   |                    |
| piece3 | グランドライン突入篇 | 68–70  | 5 de junho de 2002  |                    |
| piece4 | グランドライン突入篇 | 71–73  | 3 de julho de 2002  |                    |
| piece5 | グランドライン突入篇 | 74–77  | 7 de agosto de 2002 |                    |

## DVD
| Volume                            | Volume                           | Volume   | Episódios              | Data de lançamento |
| --------------------------------- | -------------------------------- | -------- | ---------------------- | ------------------ |
|                                   | 2ndシーズン グランドライン突入篇 | piece.01 | 62–64                  | 3 de abril de 2002 |
| piece.02                          | 2ndシーズン グランドライン突入篇 | 65–67    | 2 de maio de 2002      |                    |
| piece.03                          | 2ndシーズン グランドライン突入篇 | 68–70    | 5 de junho de 2002     |                    |
| piece.04                          | 2ndシーズン グランドライン突入篇 | 71–73    | 3 de julho de 2002     |                    |
| piece.05                          | 2ndシーズン グランドライン突入篇 | 74–76    | 7 de agosto 2002       |                    |
| 3rdシーズン チョッパー登場 冬島篇 | piece.01                         | 77–79    | 4 de setembro de 2002  |                    |
| ONE PIECE Log Collection          | “GRAND LINE”                     | 62–77    | 22 de dezembro de 2010 |                    |